# Prostná

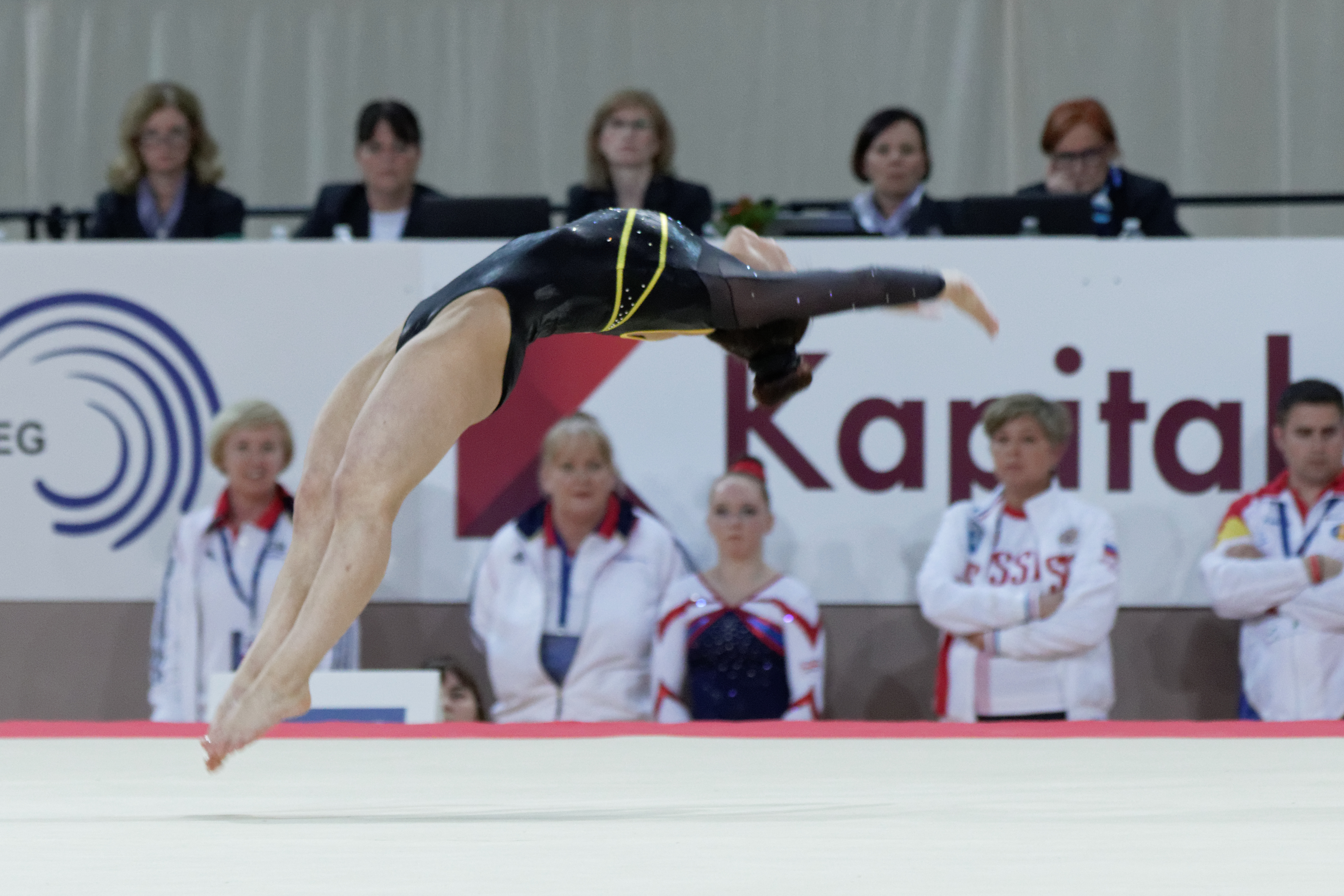
Prostná

Prostná je sportovní disciplína mužské i ženské gymnastiky, která se necvičí na nářadí.
Cvičení probíhá na vyznačeném čtverci o straně 12 metrů. Cvičí se sestava, jejíž trvání je omezeno časem (u mužů 50–70 sekund, u žen 70–90 sekund). Sestava obsahuje akrobatické prvky, u žen pak ještě prvky výrazového tance a baletu.
Hodnotí se obtížnost sestavy, její technické provedení a soulad (tj. návaznost a plynulost přechodů jednotlivých prvků). Za přešlap, či nedodržení stanoveného času jsou strhávány body. Bodů lze získat maximálně 10, přičemž za kompozici jsou maximálně 3 body, za obtížnost lze získat body 2, za provedení pak 4,8 bodu, 0,2 je bonifikace.

## Starší významy
Ve starší češtině odpovídal výraz prostný pojmům prostosrdečný, upřímný, naivní. Ve spojení prostná cvičení je pak užíván v tělovýchově ve smyslu prostá cvičení, tj. cvičení bez nářadí (někdy s tyčemi nebo činkami).